# Jornalismo científico
Chama-se jornalismo científico a especialização da profissão jornalística nos fatos relativos a ciência (especialmente no campo das Exatas, Naturais e Biomédicas), tecnologia, informática, arqueologia, astronomia e exploração espacial, e outras atividades de pesquisa. 
É importante, portanto, atentar para as duas partes da expressão e que definem o conceito: Jornalismo e o Científico. Isto é importante, porque podemos encontrar textos jornalísticos ou outros materiais sobre temas da ciência e tecnologia que não são considerados Jornalismo Cientifico. A isto chamamos divulgação científica. Ambos se destinam a público fora da esfera da ciência. O jornalismo científico é uma especialização da divulgação científica que obedece ao padrão de produção jornalística.
O jornalismo científico, que em primeiro lugar deve ser considerado jornalismo, depende estritamente de alguns parâmetros que tipificam o jornalismo, nomeadamente a periodicidade, atualidade e difusão colectiva.
O Jornalismo Científico é próximo de outras atividades semelhantes, como a divulgação científica, porém distinto na medida em que não apenas informa o público sobre ciência, mas procurar trazer reflexões e discussões atualizadas sobre ciência, tecnologia e sua relação com a sociedade.
Esta vertente do jornalismo ganhou muito com a Internet, pois esta veio permitir uma divulgação mais alargada.
É preciso, ainda, ter em mente que o jornalismo científico abrange não apenas as chamadas ciências duras (Física, Química, etc.), mas também as ciências humanas (Sociologia, Comunicação).
No Brasil, em diversos veículos nos quais não há uma editoria própria para Ciência & Tecnologia, há um costume de subordinar a cobertura de Ciência e Saúde à editoria de Internacional, por causa do conteúdo estrangeiro enviado por agências de notícias (o que, de certa forma, desprivilegia a produção científica nacional), enquanto a cobertura de Tecnologia e Informática fica a cargo da editoria de Economia, por causa da abordagem economicista e utilitarista das inovações tecnológicas.
As primeiras coberturas de ciência e tecnologia surgiram por volta de 1850, na realização das Exposições Universais de Indústria, na Europa, nos EUA e, a partir do final do século XIX, no Brasil. O jornalismo científico só ganhou status de especialização temática e editoria separada, porém, com as inovações tecnológicas após a Segunda Guerra Mundial (no primeiro mundo) e, a partir da década de 1970, nos países em desenvolvimento.
Em países do primeiro mundo, são referência nesta área as revistas Newscientist, Popular Science, National Geographic The Scientist e Scientific American.
No Brasil existem, desde a década de 1980, as revistas Ciência Hoje, SuperInteressante, Galileu, Ciência e Cultura e, mais recentemente, a Scientific American do Brasil, Pesquisa Fapesp, ComCiência e Astronomy.

## Temas
As pautas do Jornalismo Científico incluem a cobertura de eventos (descobertas científicas, marcos no desenvolvimento tecnológico, curiosidades), as instituições que geram produtos e fatos (universidades, laboratórios, setores de Pesquisa & Desenvolvimento de empresas privadas, fundações de amparo à pesquisa, entidades de fomento), as políticas públicas para a área (leis, regulamentações, financiamentos públicos, editais de apoio a pesquisas), os problemas da sociedade, as polêmicas ao redor de questões científicas e tecnológicas, o dia-a-dia do setor, além do cotidiano em geral.

## No Brasil
No Brasil, alguns dos maiores expoentes profissionais em Jornalismo Científico são, na área acadêmica, William Dias Braga, Wilson da Costa Bueno, Luisa Massarani, Sonia Aguiar e Carlos Vogt, além dos divulgadores de ciência Marcelo Gleiser, Marcelo Leite e Ulisses Cappozolli e pesquisadores como Shozo Motoyama.
Os principais veículos (jornais e revistas) dedicados ao tema podem ser divididos em dois grupos:
- As revistas científicas de caráter estritamente acadêmico. São geralmente comercializadas em formato impresso ou, mais recentemente, em formato eletrônico. Em quase sua totalidade, estas publicações estão ligadas a instituições de ensino superior ou entidades de pesquisa como, por exemplo, Ciências & Cognição.[1]
- As revistas de divulgação científica, mais voltadas para o público leigo, difundindo o conhecimento científico de modo acessível. Estas, na maioria das vezes, podem ser encontradas em bancas de jornais e revistas, tais como Ciência Hoje e Ciência Hoje das Crianças, Superinteressante, Mundo Estranho, Galileu (ex-Globo Ciência), Biotecnologia e Viver, Mente&Cérebro, Pesquisa Fapesp, Scientific American do Brasil, Astronomy e Ciência Brasil.[2]

Na televisão, alguns canais e programas de referência são o Globo Ciência e o Globo Universidade, ambos da TV Globo.
No Rádio: Rádio Unesp-FM (www.radio.unesp.br), Rádio UFMG Educativa (www.ufmg.br/radio) e Rádio UNIFEI (www.unifei.edu.br/radio) - possui diversos programas de divulgação científica e um noticiário diário de educação, ciência e tecnologia).